# Distúrbios em Sambas
Os distúrbios em Sambas foram um surto de violência inter-étnica na Indonésia em 1999 que começou no distrito de Sambas, Província de Kalimantan Ocidental. O conflito envolveu malaios aliando-se com os nativos dayaks a fim de massacrar os migrantes madureses da ilha de Madura.

## Antecedentes
Os distúrbios de Sambas em 1999, não foram um incidente isolado, uma vez que haviam ocorrido incidentes anteriores de violência entre os dayaks e os madureses. O último grande conflito ocorreu entre dezembro de 1996 e janeiro de 1997 e resultou em mais de 600 mortes. Os madureses chegaram pela primeira vez em Bornéu em 1930, no âmbito do programa de transmigração iniciado sob a administração colonial holandesa e continuado pelo governo indonésio. 

## Massacres
Os malaios e os dayaks juntaram-se para massacrar os madureses do distrito de Sambas.  Os madureses foram mutilados, estuprados e assassinados pelos malaios e dayaks, e 3.000 deles morreram nos massacres, com o governo indonésio fazendo muito pouco para acabar com a violência. Os malaios e dayaks atacariam as tropas indonésias enviadas para deter os tumultos. 

## Mais massacres
Em 2001, os dayaks lançaram outro massacre de várias centenas madureses no conflito de Sampit.